# Ma'amoul

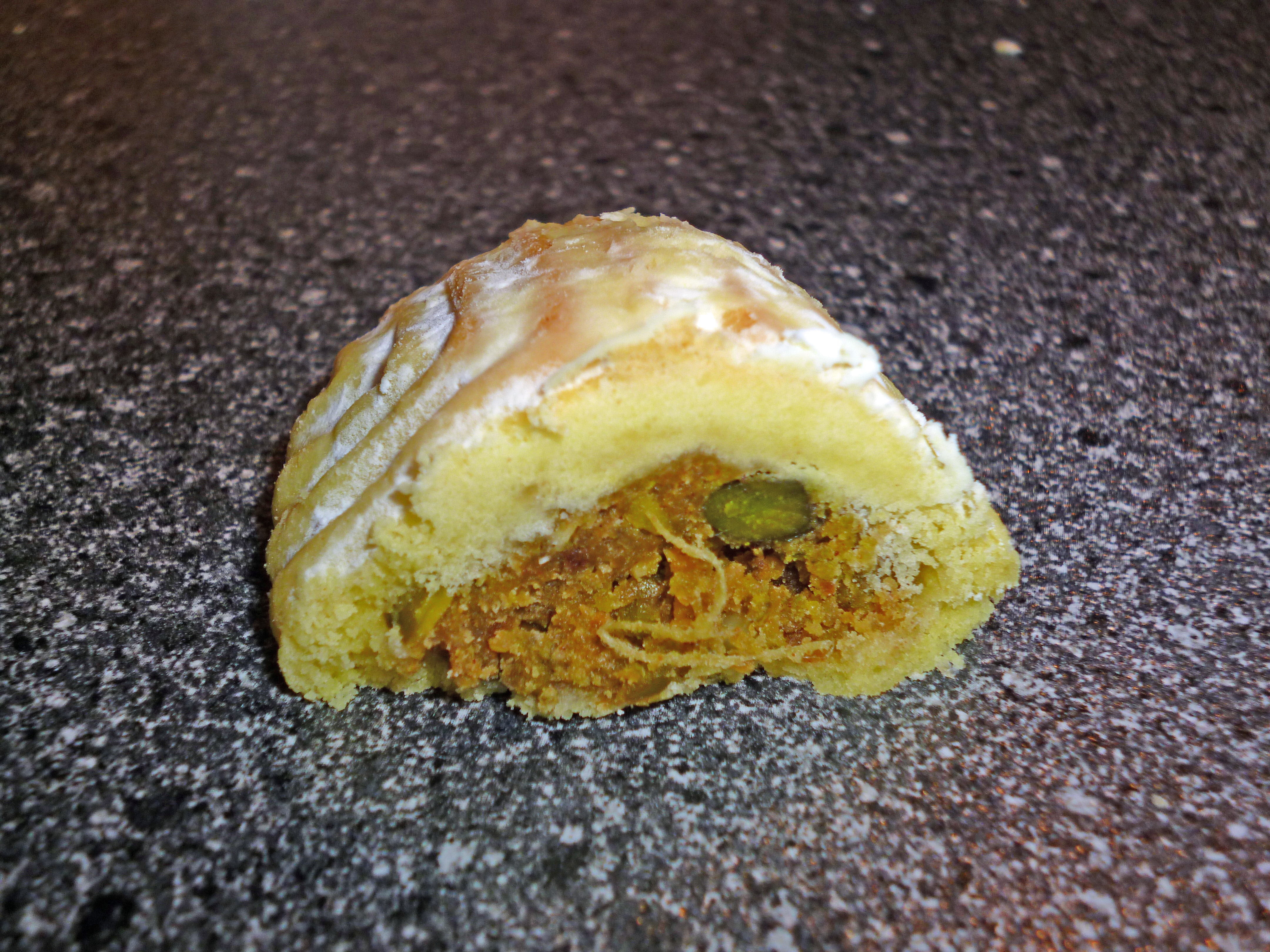
Halbierter Ma'amoul

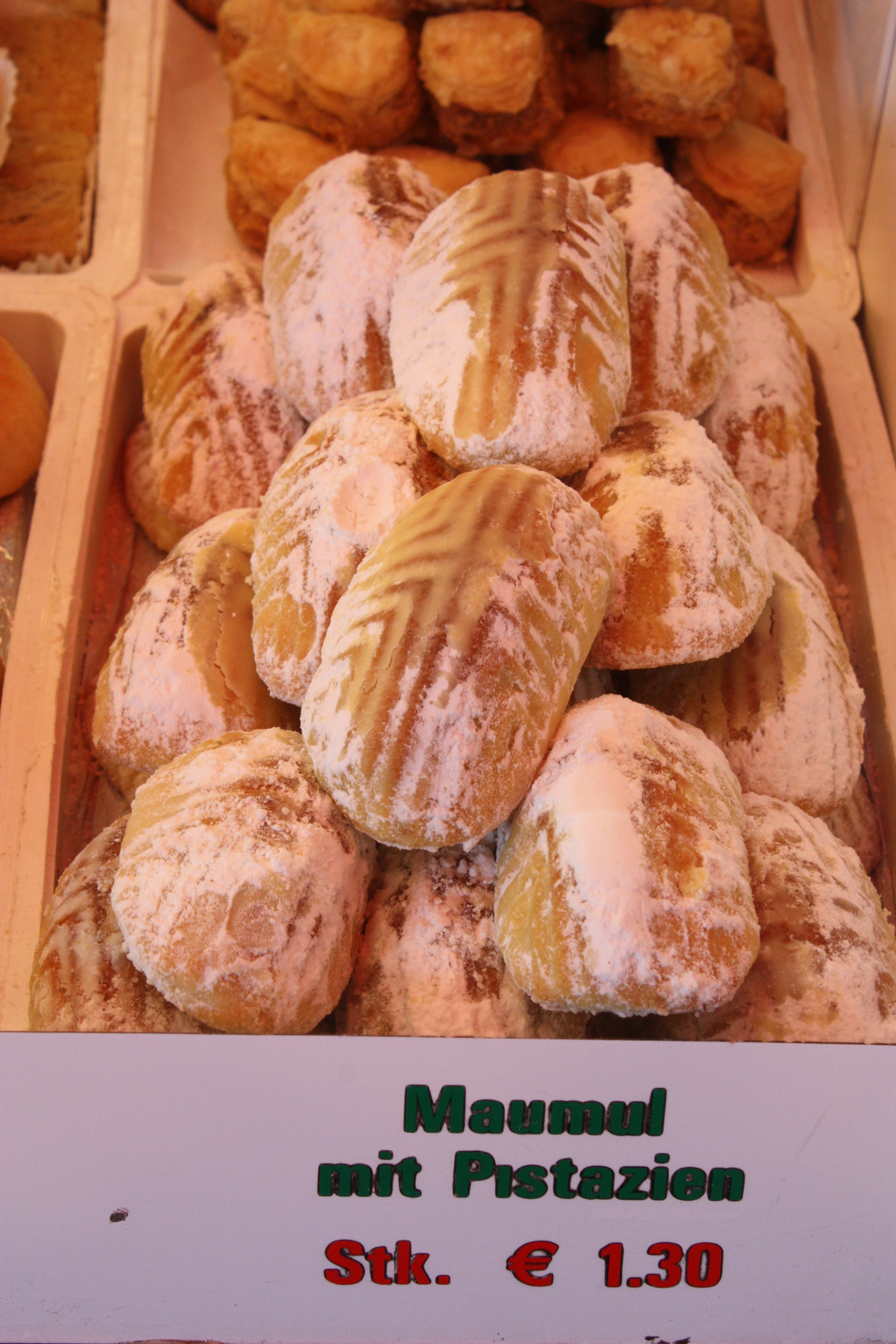
Ma'amoul auf dem Wiener Naschmarkt

Ein Ma'amoul (arabisch معمول, DMG maʿmūl) ist ein kleines Grießgebäck der arabischen Küche des Nahen Ostens, meist mit Mandel-Nuss- oder Dattelfüllung. Ma'amouls  werden ganzjährig gegessen, vor allem aber zu Ostern, während des Ramadan und zu Purim.
Laut libanesischem Rezept bilden zwei verschiedene Grießsorten (smid und fekhra) die Grundlage des Teigs. Weitere Zutaten sind Mahleb, Butter, Rosen- und Orangenblütenwasser. Der Teig wird zunächst zu Kugeln in Pflaumengröße gerollt, die Kugel werden dann etwas abgeflacht und in die Mitte mit den Fingern eine große Mulde für die Füllung hineingedrückt. Zum Formen des Gebäcks gibt es auch spezielle Holzlöffel. Nach dem Füllen sind die Teigbällchen wieder zu verschließen. In Palästina werden Ma'amoul anlässlich der Feste aufwändiger als Ring geformt, mit Dattelpaste gefüllt und mit Hilfe einer Zange rundum mit einem Rillenmuster versehen, sodass sie wie Zahnräder aussehen.
Für die Füllung können zerkleinerte Datteln sowie gehackte Walnusskerne, Mandeln oder Pistazien verwendet werden, dazu Zucker, gemahlener Zimt und Orangenblütenwasser. Das Gebäck wird abschließend mit Puderzucker bestäubt.